# Brett Lunger
Brett Lunger (Wilmington, Delaware, 1945. november 14. –) amerikai autóversenyző.

## Eredményei

### Teljes Formula–1-es eredménysorozata
(Táblázat értelmezése)

(Félkövér: pole-pozícióból indult; dőlt: leggyorsabb kört futott) 

| Év   | Csapat                        | 1      | 2      | 3      | 4      | 5      | 6     | 7      | 8      | 9      | 10     | 11     | 12     | 13     | 14     | 15     | 16     | 17  | Helyezés | Pont |
| ---- | ----------------------------- | ------ | ------ | ------ | ------ | ------ | ----- | ------ | ------ | ------ | ------ | ------ | ------ | ------ | ------ | ------ | ------ | --- | -------- | ---- |
| 1975 | Hesketh                       | ARG    | BRA    | RSA    | ESP    | MON    | BEL   | SWE    | NED    | FRA    | GBR    | GER    | AUT 13 | ITA 10 | USA Ki |        |        |     | –        | 0    |
| 1976 | Team Surtees                  | BRA    | RSA 11 | USW NK | ESP NK | BEL Ki | MON   | SWE 15 | FRA 16 | GBR Ki | GER Ki | AUT Ki | NED    | ITA 14 | CAN 15 | USE 11 | JPN    |     | –        | 0    |
| 1977 | Chesterfield                  | ARG    | BRA    | RSA 14 | USW Ki | ESP 10 | MON   | BEL NI | SWE 11 | FRA NK | GBR 13 | GER Ki | AUT 10 | NED 9  | ITA Ki | USE 10 | CAN 11 | JPN | –        | 0    |
| 1978 | Ligget Group\B&S Fabrications | ARG 13 | BRA Ki | RSA 11 | USW NK | MON NK | BEL 7 | ESP NK | SWE NK | FRA Ki | GBR 8  | GER NK | AUT 8  | NED Ki | ITA Ki |        |        |     | –        | 0    |
| 1978 | Team Ensign                   |        |        |        |        |        |       |        |        |        |        |        |        |        |        | USE 13 | CAN    |     | –        | 0    |